# Јанко Чмелик
Јанко Чмелик (слч. Janko Čmelík; Стара Пазова, 16. новембар 1905 — Хрватска Митровица, 12. мај 1942) био је револуционар, учесник Народноослободилачке борбе и народни херој Југославије.
Потицао је из сиромашне земљорадничке породице војвођанских Словака из Старе Пазове. Пошто му је отац умро пар година након завршетка Првог светског рата, убрзо након основне школе је са мајком почео да се бави земљорадњом. Пошто нису имали довољно земље, радио је као надничар код богатијих сељака. Како је од најранијих дана осетио тежак земљораднички живот био је опозиционо опредељен. Посећујући читаоницу Словачког народног дома дошао је у додир са комунистима и 1935. године постао члан тада илегалне Комунистичке партије.
Био је веома друштвено активан и утицао је на пољопривредне раднике и сиромашне сељаке да се организују и боре за боље услове живота. Од 1936. је био секретар партијске ћелије, а од 1937. године секретар Месног комитета КПЈ у Старој Пазови. Учествовао је у организацији штрајка пољопривредних радника у Старој Пазови, а активно је радио и са омладином. Од 1938. је вршио дужност секретара Среског комитета КПЈ за Стару Пазову, а 1940. је био изабран за члана Окружног комитета КПЈ за Срем. Политички је деловао и кроз Словачку читаоницу, где је био члан Управе.
Веома активно је радио на развијању задружног покрета, а током 1939. године радио је на стварању организације Задружне омладине. Због своје активности, био је изабран за председника Земљишне заједнице, која је спровела одлуку о подели дела државне земље беземљашима. Због политичке активности био је у немилости режима Краљевине Југославије, а велепоседници су му забрањивали да долази на њихова имања и „подбуњује раднике”. Његова кућа била је састајалиште комуниста, у којој су одржаване партијске конференције, значајне за револуционарну активност у овом делу Срема.
Учествовао је у Априлском рату, 1941. године, а након капитулације Југословенске војске био је одведен у заробљенички логор у Немачку. Јуна 1941. године успео је да изађе из логора и врати се у Стару Пазову, где се одмах повезао са партијском организацијом. У току припрема за оружани устанак, био је именован за политичког секретара Среског комитета КПЈ задужен за рад у старопазовачком срезу. Активно је радио на окупљању људи, формирању и учвршћивању ударних група, успостављању партијских веза и др. Као члан Окружног комитета, радио је на формирању Подунавског партизанског одреда, а учествовао је и у прихватању групе робијаша-комуниста који су августа 1941. године побегли из сремскомитровачког затвора.
Услед издаје Гордане Ивачковић, која је била члан Бироа Покрајинског комитета КПЈ за Војводину, усташка полиција му је поставила заседу и ухапсила га 19. новембра 1941. године у Старој Пазови. Приликом хапшења Јанко је покушао да побегне, али је био рањен. Одведен је у усташки штаб где је мучен, али пошто је био у тешком стању пребачен је у земунску болницу на лечење. Фебруара 1942. године је из болнице био пребачен најпре у затвор у Руми, а потом у Вуковару. Усташка полиција је знала да је један од организатора комунистичке организације у Старој Пазови и хтела је да га присили да открије своје сараднике, због чега је у току истраге био подвргнут страшном мучењу — гулили су му кожу с леђа и сврдлом бушили кости на ногама.
Упркос свим мучењима, Јанко је упорно ћутао и никога није одао, због чега га је Преки суд у Вуковару 2. маја 1942. године осудио на смрт. Стрељан је 12. маја у тадашњој Хрватској Митровици, заједно са групом родољуба из Срема, а на стрељање је изведен на носилима. Сахрањен је на гробљу у Старој Пазови, а његово име је уписано у Алеји хероја на спомен-гробљу у Сремској Митровици.
За народног хероја проглашен је 25. октобра 1943. године.

## Биографија
Рођен је у породици војвођанских Словака. Његови родитељи отац Јано и мајка Зузана имали су поред њега још троје деце — ћерке Мару и Ержу и сина Паља. Породица се бавила земљорадњом, али су били сиромашни, је су поседовали свега два јутра земље. Како би се економски одржали, морали су да узимају земљу у аренду (закуп). Године 1912. Јанко је кренуо у основну школу, који је похађао у Словачкој народној школи која се налази иза словачке евангелистичке цркве и која од 1959. године носи његово име. Након завршене школе, 1916. године остао је кући и са родитељима се бавио земљорадњом. У току Првог светског рата његов отац је био мобилисан у Аустроугарску војску и послат у Галицију на руски фронт, па се Јанко заједно са мајком и старијим сестрама морао бринути о домаћинству. Не дуго по завршетку рата, отац је 1921. године умро од последица рањавања, па је Јанко тада са свега 16 година постао најстарија мушка глава у кући.
Као је одмалена почео уз родитеље да се бави земљорадњом, а од очевог одласка на фронт и тежим пољским пословима, Јанко је временом постао узоран земљорадник. Иако је био сиромашан и са мало поседа, у својој средини је сматран узорним земљорадником, јер се доста интересовао за развој пољопривреде и читао литературу са саветима за побољшање приноса. Касније је засадио свој виноград и правио вино које је продавао. Како његов посед није био довољан да би од њега издржавао читаву породицу, одлазио је да ради додатно. Након завршене вршидбе у Старој Пазови, власници вршалица у одлазили у околна села и где су вршили житарице, а Јанко је често био у групи сељака које су власници вршалица водили са собом и који су им помагали у овом послу. У јесењим данима, Јанко је са својом коњском запрегом радио за накупце жита и превозио им жито од Старе Пазове до Старих Бановаца, где су утоварани на шлеп на Дунаву.
Године 1924. Јанко се оженио са Катом Потран и са њом је наредне године добио сина Јанка (према обичају мушко дете је наслеђивало очево име). Као хранитељ породице, од априла 1926. до јануара 1927. године је служио скраћени војни у Другој чети 22. пешадијског пука у Куманову. Након повратка из војске, похађао је трогодишњу вечерњу пољопривредну школу, у којој је настава одржавана у току зимског периода од половине новембра до краја марта. У почетку је често одлазио у цркву, где је певао у црквеном хору, а када је након оснивања Словачке народне читаонице, формиран Земљораднички хор Јанко је напустио црквени хор и постао члан новог хора. Активно је учествовао акцији за подизање Словачког народног дома, 1928. године. Дао је добровољни новчани прилог и учествовао у радовима са својом запрегом. Након усељења Народног дома, новембра исте године, у њему је формирана народна читаоница, а Јанко је постао њен члан. Узимао је и читао разне књиге и часописе, а посебно оне који су се бавили пољопривредом. Похађао је и курсеве који су били организовани од стране Удружења земљорадника.

### Почетак политичке активности
Први Јанкови додири са друштвено-политичким темама појавили су се након завршетка Првог светског рата, када је дошло до пропасти Аустроугарске и стварања нове југословенске државе Краљевине Срба, Хрвата и Словенаца. Како је велики број Старопазовчана, који се борио у Аустроугарској војсци био послат на Руски фронт, они су тамо били заробљавани, а током боравка у Русији су доживели Октобарску револуцију и имали контакте са бољшевицима. Након повратка у Стару Пазову, они су са доста симпатија причали о бољшевицима и њиховој борби за ново друштво једнаких, у коме неће бити капитализма и у коме ће сва власт бити у рукама радника и сељака. Многи старији људи су углавном били неповерљиви према овим причама, али су оне знатно утицале на млађе људе, међу којима је био и Јанко. Септембра 1919. године у Старој Пазови је била формирана месна организација Социјалистичке радничке партије (комуниста), која је брзо постала једна од најактивнијих и најутицајнијих партија у овом месту. У току активности пред прве парламентарне изборе, новембра 1920. године, у Старој Пазови је био заказан предизборни скуп, који су власти забраниле. Ипак повећа група људи се окупила у центру места и кренула у протестну поворку, након чега је интервенисала жандармерија и растурила скуп. Многи учесници скупа су били жестоко претучени, а један од њих је био Мишо Молнар који је од последица ових повреда преминуо 1921. године. Молнар је био ујак Јанковог друга Штефана Жиге, који је као заробљеник боравио у Русији, а након повратка је често причао о Октобарској револуцији, Лењину, бољшевицима и др. На парламентарним изборима, одржаним 1920. године, највише гласова у Старој Пазови освојила је листа Комунистичке партије (666 гласова), потом листа Народне радикалне странке (238 гласова), док су остале партије освојиле мањи број гласова. Како су Словаци чинили већинско становништво у Старој Пазови, они су углавном чинили већину чланова месне организације КПЈ, као и њених симпатизера и гласача. Након доношења Обзнане, а потом и забране рада Комунистичке партије Југославије (КПЈ), већина старопазовачки Словака је почела да подржава Хрватску републиканску сељачку странку, која је тада била једна од водећих опозиционих партија.
У време кратког послератног деловања Комунистичке партије, Јанко је био исувише млад да би се укључио у политички живот, али су на њега као сиромашног земљорадника знатно утицале приче бивших заробљеника о новом друштву једнаких, као и комунистичке демонстрације у Старој Пазови, које је са друговима посматрао и гледао како жандармерија пребија његове суграђане. С обзиром на рану очеву смрт, Јанко је веома млад осетио тежак живот сиромашног земљорадника, због чега је у политичком смислу био опозиционо расположен. Како није хтео да буде обичан гласач, већ је желео и да учествује у политичком животу, учланио се у Хрватску сељачку странку (ХСС), која се залагала за републиканско уређење, као и равноправније учешће свих нација у државним пословима. На ову Јанкову одлуку знатно је утицао његов комшија Јанко Бако, као и други његови другови, који су као и већина старопазовачких Словака подржавали ХСС. Након атентата у Народној скупштини, у коме је поред неколико посланика ХСС страдао и њихов лидер Стјепан Радић, јануара 1929. године је уведена Шестојануарска диктатура, током које је био суспендован рад свих политичких странака. Приликом обнове политичког живота у Краљевини Југославији, након укидања диктатуре, Јанко се поново укључио у рад старопазовачке организације ХСС, али се услед разочараности у политичку новог лидер Влатка Мачека постепено пасивизирао из чланства.
Након отварања Словачког народног дома, 1928. године, Јанко је често, а посебно преко зиме, одлазио у његову читаоницу, где су се тада окупљали интелектуалци, општински и срески писари, адвокатски приправници, занатлије и понеки трговац. Овде су се скоро свако вече водиле оштре политичке дискусије између англофила и комуниста. Јанко је у почетку само слушао, а касније се постепено и укључивао у ове расправе. Слушајући расправе све више су му се свидела излагања Мартина Доброњовског, који је био комуниста. Он је својим излагањима знатно политички утицао на Јанка и његове другове, којима се као сиромашним сељацима посебно допало комунистичко решење аграрног питања, оличено у пароли фабрике радницима — земља сељацима. У времену Велике економске кризе, која је погодила и Југославију, Доброњовски је окупљао симпатизере комунизма и од њих формирао групу од двадесетак чланова. Најпре су се окупљали у Читаоници, а касније у кући Мартина Ђурчика. У јесен 1934. године, овој групи су се прикључили Јанко и његови другови Јано Бако и Јано Хлода. На овим састанцима, најчешће се расправљало о актуелним политичким питањима, тумачила комунистичка идеологија и читала марксистичка литература. Током зимског периода, када нема већих пољопривредних радова, Јанко је читао књиге које је добијао од Доброњовског, који је имао доста забрањених комунистичких књига. Најпре му је давао брошуре, потом дела Васе Пелагића, а касније тежу политичку литературу, међу којој су биле „Беда филозофије”, „Антидиртинг”, „Капитал” и друга дела Карла Маркса и Фридриха Енгелса. На овај начин он је радио на свом теоретском политичком уздизању, што је резултирало да марта или априла 1935. године заједно са својим друговима Мартином Ђурчиком, Јаном Баком и Јаном Хлодом, био примљен у чланство тада илегалне Комунистичке партије Југославије (КПЈ).

### Друштвена активност
Упркос бројних кућних и пољских пољопривредних радова, Јанко Чмелик је налазио времена за друштвене активности. Волео је фудбал и често је пратио утакмице локалног Спортског клуба „Штефаник”, основаног 1933. године. Већ од августа наредне године, као заинтересован за рад клуба, био је ангажован од стране Управе клуба. Био је најпре редар, дежурни на утакмици, благајник и др. Од јануара 1935. године је био члан Техничке комисије, на чијем се челу налазио Мишо Барнак са којим је Јанко постао добар пријатељ, који је касније постао члан КПЈ. Марта 1937. године је постао благајник клуба и продавао је улазнице пред утакмице. Његова активност у клубу смањила се након 1938. године, због већег ангажовања на партијском раду. Током свог ангажовања у Управи клуба, као и касније, Јанко се борио да не дође до националне поделе између два пазовачка фудбалска клуба — „Штефаник” и „Славија”, на словачки и српски клуб. Како не би дошло до ове поделе, коју су заговарали неки чланови Управе оба клуба, неколико играча словачке националности, који су били скојевци, почела су да играју за ФК „Славију”.
Поред активности у спортском клубу, Јанко је био активан у Словачком народном дому и његовој читаоници. Године 1928. је активно учествовао у акцији за подизање Дома, прикупљао је добровољне прилоге и помагао са својом запрегом. Овде у Дому, Јанко је дошао у додир са комунистом Мартином Доброњовским, који је био члан Управе и преко њега 1935. године постао члан Комунистичке партије. Доброњовски је у Читаоници окупио групу комуниста, а након његовог хапшења 1936. године, Јанко је самоиницијативно покренуо промене у Управи читаонице, са циљем ангажовања већег броја земљорадника у рад Читаонице с обзиром да су до тада преовлађивали људи имућнијег стања. Његовим и ангажовањем групе комуниста, у Читаоницу је уписано око 380 нових чланова, који су били углавном земљорадници. Након овога, у јесен 1937. године одржана је ванредна скупштина читаонице на којој је изабрана нова Управа у којој су превлађивали комунисти и њихови симпатизери. Како би нова Управа добила сагласност за рад од среског начелника, за председника је био изабран житарски трговац Јулиус Галанта, док је Јанко Чмелик био изабран за секретара. Фебруара 1938. године је одржана редовна годишња скупштина, на којој је Јанко поред студента Михаила Филипа, био изабран за другог секретара Читаонице.
Противници нове „црвене” Управе, како су је називали, сматрали су да земљорадницима није место у Управи и предвиђали су да она неће дуго опстати. Како би их уверили у супротно, Јанко и други комунисти, били су истрајни да реорганизују рад Словачког народног дома и његове читаонице. Све више људи се окупљало у Читаоници и она је постала прави центар окупљања, где се дискутовало о разним темама, али и о тада актуелним политичким питањима — грађанском рату у Шпанији, рату у Етиопији, растућем фашизму у Европи, као и политичкој ситуацији у Југославији. Јанко је посебну пажњу посветио културно-уметничкој активности, а била је формирана и драмска секција. До овога је дошло, након што су комунисти преузели Управу, јер је раније малолетницима било забрањено укључивање у рад Читаонице. Касније када је постао секретара месне организације КПЈ у Старој Пазови, Јанку је активност у Читаоници служила за проверу својих идеја и ставова, али и као трибина са које су грађани били информисани о политичкој ситуацији. Септембра 1938. године, у време потписивања Минхенског споразума, након чега је Нацистичка Немачка извршио припајање Судетске области, која се налазила у саставу Чехословачке, у Читаоници су свако вече одржавана предавања. Почетком марта 1939. године, у време када је Трећи рајх извршио окупацију Чехословачке, у Читаоници је било организовано прикупљање око стотину добровољаца за одбрану Чехословачке.. Комунисти окупљени око Јанка Чмелика, временом су стекли све веће поверење чланова Читаонице, па су на годишњој скупштини одржаној априла 1940. године од 13 чланова Управе њих седморица били чланови КПЈ, четворица симпатизери, а само двојица припадници других странака. Иста ситуација поновила се и приликом наредне скупштине, фебруара 1941. године.

### Партијска активност
Током 1936. године, полиција је успела да изврши провалу у партијску организацију у Војводини, током које је уочи нове 1937. године била ухапшена група старопазовачких комуниста на челу са Мартином Доброњовским. Након овога је настао застој у раду месне организације КПЈ, али је Јанковим залагањем њен рад био обновљен. Он је успео и да најпре успостави везу са Покрајинским комитетом КПЈ за Србију у Београду, а потом и са Покрајинским комитетом КПЈ за Војводину у Новом Саду. Доброњовски, који је био секретар месне организације одржавао је везу са Љубом Радовановићем, представником „десне фракције”, па је Чмелик одлучио да се преко Ивана Виоглавина повеже са ПК за Војводину. Након повратка ухапшених пазовачких комуниста, међу старијим члановима је дошло до несугласица, које су биле на линији фракцијских борби, као и деловања групе Милана Горкића. Септембра 1937. године, руководство војвођанских комуниста је успоставило везу са Чмеликом и у Пазову послало свог делегата Аћима Груловића. У кући Јанка Чмелика тада је одржан састанак партијске организације на коме је Груловић члановима говорио о стању у партији, фракционашким борбама, као и новој политичкој линији КПЈ. Он је оценио да Доброњовски више не може водити партијску организацију, јер је био у вези са присталицама десне фракције, па је за новог секретара предложио Чмелика. Присутни чланови су прихватили овај предлог, а за његовог заменика је био изабран Јанко Холда. Такође, одлуком руководства ПК КПЈ за Војводину старопазовачка партијска организација је подигнута на ниво Месног комитета, а био је формиран и Срески комитет чијим је радом привремено руководило руководство Месног комитета.
Након избора за секретара Месног комитета, Јанко је започео активан рад на омасовљењу партијске организације и успоставио везе са партијским организацијама у околним селима. Сматрао је да сваки члан КПЈ треба да одржава везу барем са једним симпатизером, а на састанке је поред чланова позивао и симпатизере и омладинце. Убрзо је успео да изградио нову мрежу партијских организација повезујући се са комунистима из села старопазовачког среза, а посебно је сарађивао са студентом Бранком Вукајловићем из Голубинаца, Ђорђем Јеловцем и Миланком Чавићем из Нових Карловаца и др. Један од главних Јанкових задатака био је рад на формирању омладинске комунистичке организације. Половином 1938. године, након повратка омладинаца Павла Фердија из Загреба у Стару Позову стекли су се услови за формирање месне организације Савеза комунистичке омладине Југославије (СКОЈ). Ова организација је убрзо прерасла у Срески комитета СКОЈ-а на чијем се челу налазио Ферди, а на чело Месног комитета је дошао Јанко Сламај. Како би рад скојевске организације био успешнији Јанко је успоставио везу и са неким студентима из Београда, међу којима је био и Стевица Јовановић, који је 1940. године био изабран за члана Покрајинског комитета КПЈ за Војводину. Он је у току исте године извесно време боравио у кући Јанка Чмелика, а за то време је одржао неколико предавања омладинцима. У циљу ширења и јачања тада илегалне скојевске организације, у јесен 1939. године је у Старој Пазови била организована подружница Задружне омладине Југославије, која је представљала легалну форму рада СКОЈ-а. До забране рада Задружне омладине, која је уследила крајем 1940. године, она је имала 109 чланова.
У току 1938. године Јанко Чмелик је у Сремској Митровици присуствовао састанку на коме је био формиран Окружни комитет КПЈ за Срем, за чијег је секретара био изабран Јусуф Тулић, а одржавао је и везу са околним среским партијским организацијама у Сремским Карловцима, Сремској Митровици и Руми. Неретко су састанци Окружног комитета одржавани у Старој Пазови, у кући Јанка Чмелика, где су свраћали и руководећи војвођански комунисти — Радивој Ћирпанов, Тоза Марковић и др. Такође, Јанко је активно радио на спровођењу политике народног фронта, односно окупљања ширих маса око политике КПЈ. Ово се одвијало у време трајања Шпанског грађанског рата и рата у Етиопији, када је све више расло нерасположење југословенских маса према растућем фашизму и нацизму. Средином 1938. године у Старој Пазови је био формиран Срески одбор Народног фронта, на чијем је челу био Мартин Ђурчик.
Како је живео у чисто пољопривредној средини, где није било фабрика и предузећа, а самим тим и индустријских радника, који је требало, према тврдњама појединих старијих чланова КПЈ, да чине основну базу револуционарног комунистичког покрета, Јанко је радио на укључивању земљорадника у комунистички покрет. Најпре је радио на окупљању и организовању пољопривредних радника који су радили као надничари по салашима и њивама или као радници по млиновима. Још од 1935. године били су организовани синдикати пољопривредних радника у Старој Пазови, Новим Карловцима и Голубинцима. У току 1938. је био један од организатора успешног штрајка пољопривредних радника, који су тражили повећање надница од велепоседника Саве Петровића и Еди Кона, а помагао је и у организацији штрајка занатлијских радника — кожараца у марту 1937, столара септембра 1937. и грађевинаца маја 1938. године. У току ових штрајкова, преко партијске организације је организовао прикупљање помоћи за раднике у штрајку.
Спроводећи политику народног фронта, руководство КПЈ је наложило својим организацијама да узму учешће у предизборној кампањи опозиционог Блока народне слоге на парламентарним изборима, заказаним за децембар 1938. године. Јанку је овај задатак тешко падао јер је у међувремену постао противник политике Хрватске сељачке странке (ХСС) оштро се противећи њиховим сепаратистичким тежњама. Сваку прилику користио је да нападне политику ХСС-а критикујући је једнако колико и политику владајуће Југословенске радикалне заједнице (ЈРЗ). У току предизборне кампање Јанко је политичку сарадњу успоставио са Земљорадничком странком, а имао је и контакте са вођом њеног левог крила Драгољубом Јовановићем. Приликом његове посете Старој Пазови, договорено је да и комунисти узму активног учешћа у кампањи, па је Јанко Чмелик био одређен за заменика посланичког кандидата на кандидатској листи. Комунисти су активно учествовали у прикупљању потписа за кандидатску листу, али је она била одбијена од стране среског начелника и среског суда, након чега је Чмелик као јавни симпатизер комунизма скинут са листе. По Јанковом налогу, на свим зборовима опозиције у местима старопзаовачког среза присуствовао је неко од чланова КПЈ, како би имали увида шта се говори на скуповима. На предизборном скупу, одржаном у Гајићевој крчми у Старој Пазови говорио је и Јанко Чмелик. У оквиру ове кампање, у Старој Пазови је одржан предизборни скуп владајуће Јерезе, на којој је требало да говори посланички кандидат Сава Петровић. Овај збор заказан је испред трговачке радње Павла Сламаја, а Јанко је уз помоћ групе омладинаца организовао ометање скупа. Омладинци су на скуп понели старе канте, тепсије, шерпе и друге металне предмете, па када је кандидат Петровић почео да говори они су ударајући у њих стварали буку. Петровић је видно изнервиран јавно оптуживао Чмелика да је комуниста, а скуп је наставио у дворишту трговца Сламаја. Сутрадан, Јанко је позван у жандармеријску станицу због ометања збора, али није био ухапшен.

### Народноослободилачки рат
Априлски рат 1941. године га је затекао у војсци. После капитулације Војске Краљевине Југославије, Јанко је, заједно са неколико стотина хиљада војника и официра, одведен у заробљеништво у Немачку. Јуна 1941. успео је да побегне из логора и вратио се у Стару Пазову, где је био један од организатора устанка у овом делу Срема.
Постао је политички секретар Среског комитета КПЈ за Стару Пазову и радио на учвршћивању оружаних група, успостављању веза, снабдевању илегалаца и др. Као члан Окружног комитета КПЈ за Срем учествовао је у формирању Подунавског партизанског одреда. Учествовао је и у прихватању групе комуниста, који су августа 1941. године, побегли из затвора у Сремској Митровици.
Крајем 1941. усташе су га ухапсиле и мучиле, па је био лечен у земунској болници, а након тога пребачен у затвор у Сремској Митровици. Коначно је одведен у Вуковар, где је подвргнут стравичном мучењу и преки суд у Вуковару осудио га је 2. маја 1942. године на стрељање. Убијен је 12. маја 1942. године у Сремској Митровици.

## Народни херој
Јанко је после рата сахрањен у заједничкој гробници, са Слободаном Бајићем Пајом, Бошком Палковљевићем Пинкијем и Станком Пауновићем Вељком на Спомен гробљу у Сремској Митровици. За народног хероја проглашен је, Указом Врховног штаба НОВ и ПОЈ, међу првим борцима Народноослободилачке борбе из Војводине, 25. октобра 1943. године. Основна школа у Старој Пазови носи његово име.
У улици у Братислави, која носи његово име, 1972. године је постављена бронзана спомен-плоча са његовим ликом и натписом — Јанко Чмелик словачки партизан народни херој Југославије убијен од немачких фашиста у Сремској Митровици 12. маја 1942..
Спомен-бисте Јанка Чмелика, рад вајара Момчила Голуба, налазе се у кругу касарне Јанко Чмелик у Новом Саду, дворишту Словачког народног дома у Старој Пазови и меморијалном-музеју Јанка Чмелика у његовој родној кући.

## Фотогалерија
- Родна кућа Јанка Чмелика, пре реконструкције
- Споменик палим борцима у Старој Пазови
- Спомен-плоча у Братислави
- Спомен-гробље у Сремској Митровици
- Спомен-биста народном хероју Јанку Чмелику
- Орден народног хероја